# Carl Frank
Carl Axel Frank, född 15 juni 1857 i Göteborg, död 24 juli 1928 i Stockholm, var en svensk skådespelare.
Carl Frank genomgick Göteborgs teaterelevskola 1877–1879, var anställd vid Stora Teatern i Göteborg 1879–1880, hos Gustaf Key 1880–1882, hos Johan Fröberg 1882–1884 och hos Wilhelm Rydberg 1884–1885. Efter sångstudier för Fritz Arlberg och Oscar Lejdström debuterade Frank den 29 augusti 1885 hos Axel Bosin och Richard Wagner på Djurgårdsteatern som greve Ermino i Gasparone och tillförde sedan Djurgårdsteatern och Södra teatern till 1891. Därefter var han engagerad vid olika sällskap, till han hösten 1895 blev knuten till Albert Ranfts olika teaterföretag. Åren 1898–1907 var Frank anställd vid Dramatiska teatern, 1907–1908 hos Knut Lindroth och 1908–1909 hos John Liander, varefter han lämnade scenen. Bland Carl Franks skådespelarroller märks Landry i Syrsan, Örnulf i Härmännen på Helgeland, Don Manuel i Galeotto, Karudatta i Vasantasena och Napoleon i Madame Sans-Gène. Bland hans roller som operettsångare märks Simon Rymanovicz i Tiggarstudenten, markisen i Cornevilles klockor och Fernand de Champlatreux i Lilla helgonet.